# Leo Valeriano
Leo Valeriano, pseudonimo di Leo Di Giannantonio (Roma, 10 gennaio 1938), è un cantautore, attore e doppiatore italiano.

## Biografia
Di origine abruzzese, Leo Valeriano può essere considerato uno dei promotori della musica alternativa di destra. La sua carriera musicale nasce negli anni sessanta a Il Bagaglino di Roma. Uno dei grandi ispiratori della musica alternativa italiana, figlio di emigranti, al suo rientro in Italia nel 1965 partecipa alla Festa degli sconosciuti con la canzone "Nella valigia" e poi entra nel cabaret romano "Il Bagaglino" di Castellacci e Pingitore.
Nel 1966 esce il suo primo 45 giri e lo stesso anno, con Pippo Franco e Tony Santagata apre il cabaret "Il Cormorano". Un anno dopo inizia a collaborare col neonato Giardino dei supplizi, il cabaret fondato da Gianna Preda e Luciano Cirri che lascerà poi nel 1969 per trasferirsi prima al Derby di Milano e poi all'"Oratorio" di Roma quindi a "La porta infame" di Napoli. Intanto escono i suoi album cui partecipano come autori anche Luciano Cirri e Walter Jeder.
Nel 1971 pubblica il 45 giri "Bella bambina", brano che diventa l'inno del gruppo dei "Volontari nazionali" del MSI, a favore del comitato per Pino Rauti al Parlamento e l'anno seguente rientra al "Giardino dei supplizi". Nella metà degli anni settanta, tre anni dopo la chiusura del "Giardino dei supplizi", esce dalla scena delle canzoni impegnate e della destra in cui si riaffaccerà nel 1994 riapparendo in concerti e feste di partito. Nel 1997 pubblica il libro Un disco da leggere con allegate due cassette che contengono i suoi brani più significativi e alcuni inediti e istituisce anche il "Premio Cirri" alla memoria del grande autore romano, che verrà consegnato anche a gruppi di musica alternativa, come gli "Amici del vento" e i "Contea".
Attore caratterista, ha interpretato 53 film e nella sua carriera nel cinema si è dedicato anche al doppiaggio, per lo più di cartoni animati.. Leo Valeriano ha doppiato Taddeo durante gli anni settanta e ottanta nei cortometraggi Looney Tunes, come voce principale. Nel film Daffy Duck e l'isola fantastica ha doppiato il Pozzo e Foghorn Leghorn. Ha doppiato Kermit nel film del Muppet Show. Ha doppiato e diretto Ranatan, Vultus five e altri cartoni animati.
Ha composto musiche da film e commenti musicali. Ha scritto i testi delle canzoni per le versioni italiane dei film Charlie - Anche i cani vanno in paradiso e My Little Pony. 
Ha scritto 7 volumi: C'era una volta il cabaret, La tradizione delle Maschere, Il Novelleion, Italia in maschera, Le farse, Caro Alieno e Vi racconto l'Australia.
Intensa la sua attività come giornalista, per diverse testate.

## Filmografia

### Cinema
- Confessioni segrete di un convento di clausura..., regia di Luigi Batzella (1972)
- Simbad e il califfo di Bagdad, regia di Pietro Francisci (1973)
- 4 marmittoni alle grandi manovre, regia di Marino Girolami (1974)
- Il colonnello Buttiglione diventa generale, regia di Mino Guerrini (1974)
- Buttiglione diventa capo del servizio segreto, regia di Mino Guerrini (1975)
- La sanguisuga conduce la danza, regia di Alfredo Rizzo (1975)
- San sha ben tan xiao fu xing, regia di See-Yuen Ng (1976)
- Cuginetta... amore mio!, regia di Bruno Mattei (1976)
- La cameriera nera, regia di Mario Bianchi (1976)
- Vento, vento, portali via con te, regia di Mario Bianchi (1976)
- Zanna Bianca e il grande Kid, regia di Vito Bruschini (1977)
- Maschio latino... cercasi, episodio Stanotte o mai più, regia di Giovanni Narzisi (1977)
- Kakkientruppen, regia di Marino Girolami (1977)

### Televisione
- Sam & Sally (Sam et Sally) - serie TV, episodio 2.4 (1980)
- Classe di ferro - serie TV, episodio 1.1 (1989)

### Doppiaggio
- Taz, Foghorn Leghorn e il Pozzo in Daffy Duck e l'isola fantastica
- Taddeo in Looney Tunes
- Don Coyote in Don Coyote e Sancho Panda
- Avv. Gigou in Reporter Blues
- Curly Joe in I 3 marmittoni (serie animata 1965)[4]